# Bjurtjärnen (Stavnäs socken, Värmland)
Bjurtjärnen är en sjö i Arvika kommun i Värmland och ingår i Göta älvs huvudavrinningsområde.